# جنغ جي
جنغ جي (بالصينية: 郑智)، من مواليد 20 أغسطس 1980 في شينيانغ في الصين، لاعب كرة قدم صيني.
بدأ مسيرته الكروية مع نادي شينزهين جيانليباو في عام 2001، ولعب معهم حتى عام 2004، وشارك معهم في 67 مباراة وسجل 14 هدف، وفي عام 2005 انتقل إلى نادي شاندونغ لينينغ، ولعب معهم 43 مباراة وسجل 29 هدف، وأعير في يناير 2007 إلى نادي تشارلتون أثلتك الإنجليزي.
و قد بدأ باللعب مع منتخب الصين لكرة القدم في عام 2002.

## كأس آسيا 2004
و قد سجل هدف في مرمى منتخب البحرين لكرة القدم، وقد سجل هدفين في مرمى منتخب العراق لكرة القدم.

## روابط خارجية
- جنغ جي على موقع الاتحاد الدولي (مؤرشف)  (الإنجليزية)
- جنغ جي على موقع الاتحاد الدولي (مؤرشف)  (الإنجليزية)
- جنغ جي على موقع قاعدة بيانات كرة القدم.إي يو (الإنجليزية)
- جنغ جي على موقع ناشيونال فوتبول تيمز (الإنجليزية)
- جنغ جي على موقع Soccerbase.com (لاعب) (الإنجليزية)
- جنغ جي على موقع Soccerway.com (الإنجليزية)
- جنغ جي على موقع عالم كرة القدم.نت (الإنجليزية)
- جنغ جي على موقع كووورة
- جنغ جي على موقع أوليمبيديا (الإنجليزية)
- جنغ جي على موقع اللجنة الأولمبية الصينية (الإنجليزية)